# Spirolaxis lamellifer
Spirolaxis lamellifer är en snäckart som först beskrevs av Alfred Rehder 1935.  Spirolaxis lamellifer ingår i släktet Spirolaxis och familjen Architectonicidae. Inga underarter finns listade i Catalogue of Life.